# David Berlinski
David Berlinski (Nova Iorque, 1942) é um filósofo americano, educador, e autor. Berlinski é um Senior Fellow do  Center for Science and Culture do Discovery Institute, um centro que promove a pseudociência do design inteligente. Um crítico da teoria da evolução, Berlinski é teologicamente agnóstico e se recusa a teorizar sobre as origens da vida. Ele tem escrito sobre filosofia, matemática e uma variedade de obras de ficção. Sua filha, Claire Berlinski, é uma jornalista bem conhecida.

## Início de vida
Berlinski nasceu nos Estados Unidos em 1942 de refugiados judeus de origem alemã que imigraram para New York City depois de escapar da França dado que o governo de Vichy estava colaborando com os Alemães. Seu pai era Herman Berlinski, o notável  compositor, organista, pianista ,  musicólogo e regente de coral americano, e sua mãe era Sina Berlinski (née Goldfein), uma pianista Americana, professora de piano  e treinadora de voz. Ambos nasceram e foram criados em Leipzig, onde estudaram no Conservatório, antes de fugir para Paris, onde eles se casaram e empreenderam estudos posteriores. O alemão foi a primeira língua falada por David Berlinski. Ele recebeu seu Ph.D. em filosofia da Universidade de Princeton.

## Carreira acadêmica
Berlinski Foi assistente de pesquisa em biologia molecular na Universidade Columbia, e foi um pesquisador do International Institute for Applied Systems Analysis (IIASA) na Áustria e do Institut des Hautes Études Scientifiques (IHES) na França.  Lecionou filosofia, matemática e Inglês na Universidade Stanford, na Universidade Rutgers, na Universidade da Cidade de Nova Iorque, na Universidade de Washington, na University of Puget Sound, Universidade Estadual de San José, na Universidade de Santa Clara, na Universidade de São Francisco, Universidade Estadual de São Francisco, e ensinou matemática na Universidade de Paris.

## Autor

### Matemática e biologia
Berlinski escreveu obras sobre análise de sistemas, a história da topologia diferencial, filosofia analítica, e filosofia da matemática. Berlinski é autor de livros para o público em geral sobre matemática e História da Matemática. Estes incluem A Tour of the Calculus (1997) sobre cálculo, The Advent of the Algorithm (2000) sobre algoritmos, Newton's Gift (2000) sobre Isaac Newton, e Infinite Ascent: A Short History of Mathematics (2005).  Outro livro, The Secrets of the Vaulted Sky (2003), compara relatos astrológicos e evolucionistas sobre comportamento humano.[carece de fontes?] Em Black Mischief, Berlinski escreveu “Nosso papel tornou-se uma monografia. Quando tinha terminado os detalhes, nós reescrevemos tudo para que ninguém pudesse dizer como chegamos a nossas ideias ou por quê. Este é o padrão em matemática.”
Os livros de Berlinski receberam críticas mistas; Newton's Gift e The Advent of the Algorithm foram criticados por MathSciNet para conter imprecisões históricas e matemáticas enquanto a crítica da Mathematical Association of America sobre o livro A Tour of the Calculus recomendava que os professores solicitassem seus alunos a ler o livro para apreciar a imagem histórica e filosófica global de cálculo.

#### Colaborações
Berlinski, juntamente com os colegas associados do Discovery Institute Michael Behe e William A. Dembski, tutelaram Ann Coulter sobre ciência e evolução para seu livro Godless: The Church of Liberalism.  Da capa do livro: "Eu não poderia ter escrito sobre a evolução sem a tutoria generosa de Michael Behe, David Berlinski, e William Dembski, os quais são fabulosos em traduzir ideias complexas, ao contrário de tipos de artes liberais, que constantemente me forçam para o dicionário para reaprender o significado do quotidiano."
Berlinski era um amigo de longa data do falecido Marcel-Paul Schützenberger (1920–1996), com quem colaborou em um manuscrito matematicamente baseado, inacabado e inédito, que ele descreveu como sendo "dedicado à teoria da evolução darwiniana." Berlinski dedicou seu livro The Advent of the Algorithm à Schutzenberger.

### Ficção
Ele é o autor de vários romances policiais estrelados pelo investigador particular Aaron Asherfeld: Less Than Meets the Eye, The Body Shop e A Clean Sweep, e uma série de obras mais curtas de ficção e não-ficção.

## Evolução
Um crítico da evolução, Berlinski é um membro sênior do Center for Science and Culture do Discovery Institute, um grupo de reflexão baseada em Seattle que é o centro do movimento do design inteligente. Berlinski compartilha de descrença do movimento na evidência para a evolução, mas não confessa abertamente o design inteligente e descreve a sua relação com a ideia como: "quente, mas distante. É a mesma atitude que eu mostrar em público em direção às minhas ex-esposas." Berlinski é um crítico mordaz do darwinismo, ainda que, "Ao contrário de seus colegas do Discovery Institute, [ele] se recusa a teorizar sobre a origem da vida."
Berlinski apareceu no filme de 2008 Expelled: No Intelligence Allowed, no qual ele disse para o entrevistador Ben Stein que
"O darwinismo não é uma condição suficiente para um fenômeno como o nazismo, mas eu acho que é certamente uma condição necessária." Ele também diz
Seria bom ver a comunidade científica perder algum do seu prestígio e poder ... Acima de tudo, seria bom ter um verdadeiro espírito de auto-crítica penetrando as ciências.
Em seu artigo de 1996, The Deniable Darwin, publicado na revista Commentary Berlinski diz que é cético da evolução por uma série de razões, incluindo a aparência "de uma vez" de um número impressionante de novas estruturas biológicas na explosão cambriana, a falta de grandes sequências de transição de fósseis de transição a falta de recente significativa evolução tubarões, a evolução do olho, e (na sua opinião) o fracasso da biologia evolutiva para explicar uma gama de fenômenos que vão desde o canibalismo sexual de aranhas redbacks até porque as mulheres não nasceram com uma cauda. O artigo foi descrito pelo historiador da ciência Ronald L. Numbers como "uma versão da teoria DI", e foi ridicularizado pelo filósofo Daniel Dennett como "outra demonstração hilária de que você pode publicar besteiras à vontade - apenas enquanto você diz o que um conselho editorial quer ouvir em um estilo que ele favorece."
Berlinski é um judeu secular e agnóstico. Os pontos de vista de Berlinski para a crítica das crenças religiosas podem ser encontrados em seu último livro, intitulado "The Devil's Delusion: Atheism and its Scientific Pretensions". Em resumo, ele afirma que alguns argumentos céticos contra a crença religiosa baseada em evidências científicas deturpam o que a ciência realmente diz, que uma moral objetiva requer um fundamento religioso, que as teorias matemáticas que tentam unir a mecânica quântica e a relatividade equivalem a pseudociência por causa de suas falta de verificabilidade empírica, e ele expressa dúvidas quanto à variação darwiniana da teoria evolutiva.
Mark Perakh, um crítico do movimento de design inteligente, afirma que os escritos de Berlinski não são científicos, mas populares, e que Berlinski "não tem registro conhecido de sua própria contribuição para o desenvolvimento da matemática ou de qualquer outra ciência." Embora o próprio Berlinski prefira ser conhecido como escritor e não como cientista.
The Deniable Darwin também foi criticado por Eugenie Scott, diretor executivo do National Center for Science Education